# 再生族
再生族，是指印度教头三个种姓的男性成員，即婆羅門、剎帝利、吠舍。
他们不只是肉体上出生，还要再由婆罗门主持一次入法礼（通常在8到12岁期间），經历一次精神上的出生，才算是真正的印度教徒（用一条圣线以区别自己与首陀罗）。之后就可參加宗教活动与學習吠陀（在傳統的印度教社會入法礼象徵重生和賦予參加儀式的權利，根據印度教的律法，一個人不參加入法礼与動物沒有什麼不同。）
与此相反的是首陀罗与贱民（一生族），他们没資格参与宗教活动（意指不受梵天的庇佑，而非指不受印度教社會的拘束）。